# McEvoy Motorcycles
McEvoy Motorcycles va ser un fabricant de motocicletes britànic amb seu a Derby que feia servir motors Villiers, Blackburne, British Anzani i JAP. La companyia va cessar el 1929 quan el seu patrocinador Cecil 'Archie' Birkin es va morir en un accident al TT de l'illa de Man.

## Història
Michael McEvoy, llicenciat a l'Eton College, va començar la seva carrera d'enginyeria a la fàbrica Rolls-Royce de Derby i va crear McEvoy Motorcycles el 1924. El primer model de la marca va ser un flat-twin produït el 1925, equipat amb motor British Anzani de 1100 cc. El 1926 el negoci va tenir prou èxit perquè McEvoy deixés la seva feina a Rolls-Royce i es traslladés a uns locals més grans de Derby. La gamma McEvoy es va ampliar per tal d'incloure un model V-twin amb motor JAP 8/45 hp en un avançat xassís "súper esportiu" que era capaç d'assolir el 160 km/h. La moto va ser anunciada per McEvoy com a "la més ràpida gran bicilíndrica britànica que ostenta tots els rècords britànics d'alta velocitat que paga la pena mantenir a la seva classe" ("the Fastest all-British big twin that holds all high speed British records worth holding in its class").
McEvoy va començar a produir motocicletes amb una variada gamma de motors, entre elles una amb un petit motor Villiers de 172 cc. Tot va anar bé fins que el patrocinador financer de la companyia, Archie Birkin, es va morir entrenant-se al TT de l'illa de Man TT de 1928; l'empresa es va liquidar el 1929.

## Èxits en competició

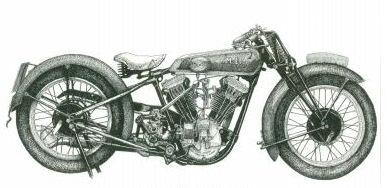
La McEvoy amb motor British Anzani V-twin de 1926

El 1926, l'enginyer i pilot de motociclisme britànic George William Patchett va plegar de Brough Superior per a treballar amb McEvoy com a director de competició. El mateix any, Patchett va registrar un temps de 5:32 a l'exigent Mountain Course del TT de l'illa de Man TT. Patchett també va pilotar motocicletes amb motors Anzani i JAP V-twin amb èxit al circuit de Brooklands, a Weybridge. Durant la seva etapa amb McEvoy, Patchett va establir nou rècords mundials i va guanyar el Campionat de Southport el 1926 a més de 187 km/h.

## Exemplars supervivents
El juliol de 2009 es va vendre en una subhasta a Henley-on-Thames (Oxfordshire) una motocicleta McEvoy de 1928 amb motor JAP V-twin 8/45 hp de 980 cc per 108.200 lliures esterlines.